# Suzuki GT 750
La Suzuki GT 750 è una motocicletta di tipo stradale costruita dalla casa giapponese Suzuki, in produzione dal 1971 al 1977.

## Il contesto
L'enorme successo di vendite della "CB 750 Four" che in un solo anno aveva conquistato i mercati statunitense ed europeo, surclassando la concorrenza dei prodotti inglesi e italiani di Norton, Triumph, BSA e Moto Guzzi, convinse e costrinse le altre case nipponiche ad accelerare i tempi di realizzazione delle loro future maximoto da contrapporre alla quadricilindrica della Honda.
Nel 1969 la citata Honda CB 750 Four e la Kawasaki 500 H1 rappresentavano le due grandi novità che spopolavano sul mercato mondiale. Per la Suzuki si trattava di scegliere tra il propulsore a 2 tempi, di semplice ed economica costruzione e notevole potenza, ma penalizzato da fenomeni di surriscaldamento nell'uso prolungato e da alti consumi, e il propulsore a 4 tempi, resistente e parco nei consumi, ma complesso e costoso nella costruzione.

## Il progettoNanahan
Allo scopo di proteggere la segretezza dell'operazione, anche all'interno dei vari reparti aziendali Suzuki, al progetto del nuovo modello venne assegnato il nome in codice "Nanahan" (ナナハン?) che in dialetto Kansai si può tradurre in "sette e mezzo" (七半?). Curiosamente, i dirigenti Suzuki ignoravano che, per le stesse finalità di segretezza, anche i tecnici Honda avevano precedentemente adottato l'identico nome in codice per il progetto della loro "CB 750 Four".
Probabilmente per distinguersi dalla concorrenza, la Suzuki optò per un propulsore tricilindrico a due tempi dotato di raffreddamento a liquido e lubrificazione separata, in modo da poter realizzare una comoda "Gran Turismo", adatta ai lunghi viaggi, ma con la silenziosità di marcia e l'accelerazione tipica del "2 tempi".
Tale soluzione, di grande raffinatezza tecnica, oltre a comportare un elevato costo di produzione, necessitò di un lungo lavoro di evoluzione e messa a punto, particolarmente per il complesso sistema di lubrificazione separata.
Infatti, il prototipo venne presentato al Salone di Tokyo, dell'ottobre 1970, nella sua veste estetica pressoché definitiva, ma a causa dei necessari affinamenti tecnici il modello entrò in produzione solo tredici mesi più tardi.
La versione definitiva venne esposta, a produzione già avviata, al Salone di Parigi nel settembre 1971. L'eco pubblicitaria sulle riviste specialistiche, derivante dalla messa in vendita di un modello così innovativo e tecnologico, fu però fortemente smorzata dalla contemporanea presentazione al Salone di Tokio del prototipo Yamaha GL 750, cui i giornalisti del settore riservarono una grande attenzione con centinaia di articoli corredati dalle stesse foto e dalle analisi tecniche più fantasiose e, spesso, mirabolanti. L'entusiasmo degli addetti ai lavori era in parte giustificato dalle caratteristiche tecniche dichiarate del prototipo che, seguendo la medesima strada percorsa dalla Suzuki del motore a due tempi raffreddato ad acqua, presentava un frazionamento quadricilindrico e un impianto di alimentazione ad iniezione. L'accattivante veste estetica, curata nei minimi particolari, ne facevano ipotizzare l'avanzata fase di industrializzazione. In realtà si trattava di una ben confezionata maquette che mai entrò in produzione, ma che ebbe l'effetto - forse involontario - di oscurare la presentazione del modello Suzuki sulla scena internazionale, facendolo apparire tecnicamente superato.

## La "GT 750"
Nonostante il raffreddamento a liquido fosse l'innovazione maggiormente commentata, in quanto ben visibile, la finezza tecnica più significativa è rappresentata dall'originale sistema di lubrificazione separata, denominato CCI (Cylinder and Crankshaft Injection), che tramite una rete di diffusori alimentati in pressione da una pompa a portata variabile, lubrifica costantemente sia il gruppo pistone-cilindro-biella, sia i 4 cuscinetti di banco, riuscendo a ottimizzare la lubrificazione degli organi meccanici e, contemporaneamente, a diminuire in modo significativo la fumosità di scarico. Sempre con quest'ultimo scopo e per ottimizzare i consumi, la Suzuki aveva adottato l'originale sistema SRIS (Suzuki Recycle Injection System) che consente una migliore combustione dei residui giacenti nella parte inferiore delle camere di manovella. Nel complesso, la riduzione dei consumi apparve di modesta entità rispetto alla concorrenza "duetempistica", ma la fumosità di scarico risultò molto simile a quella di un motore a 4 tempi.

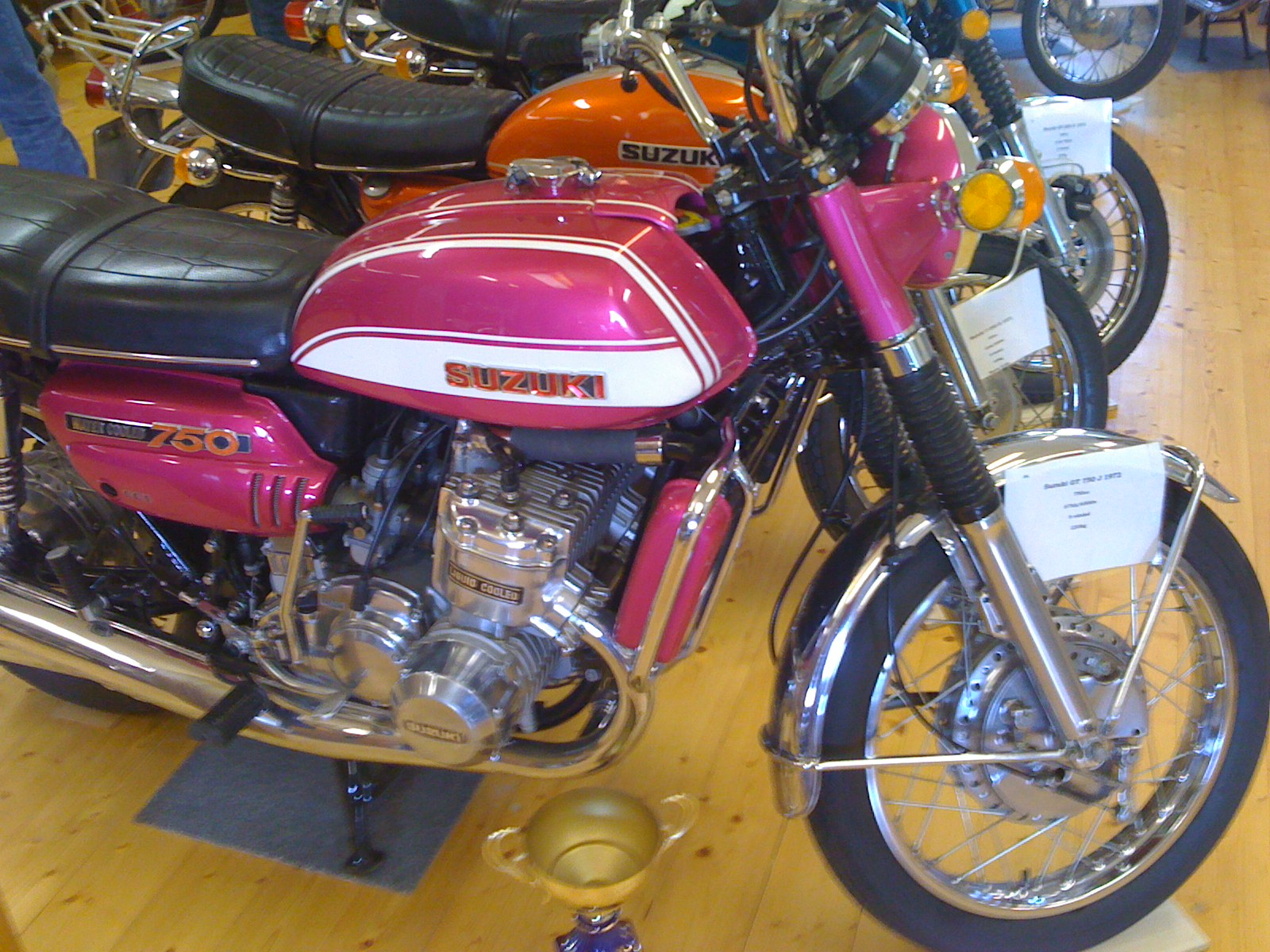
La "GT 750J" del 1972

Per aumentare la coppia fu ideato un collegamento trasversale dei collettori che, nelle intenzioni, doveva dare corpo al tiro nei bassi regimi di rotazione, compensando i gas di scarico ed equamente dividendoli tra i quattro silenziatori, tutti dotati di terminale nero, a tronco di cono, smontabile. Quanto all'impianto di raffreddamento a liquido, anch'esso è caratterizzato da complesse soluzioni, essendo dotato di tre diversi circuiti di funzionamento, azionati automaticamente da una termovalvola, in ragione della temperatura di esercizio del liquido circolante, oltre all'elettroventola suppletiva sul radiatore.
La ciclistica, basata su un telaio in tubi d'acciaio a doppia culla chiusa, indica chiaramente la vocazione turistica a largo raggio del veicolo, pensato per lunghe e comode trasferte autostradali a velocità sostenute, all'epoca consentite dall'assenza di limiti. L'enorme manubrio e l'ampio sellone biposto invitano a una posizione di guida dal busto eretto, con ottima visibilità della strada e della completa strumentazione che, oltre al tachimetro e contagiri, comprende anche il termometro del liquido di raffreddamento. Il capiente serbatoio da 18 litri consente di percorrere oltre 150 km tra un rifornimento e l'altro.
La ricchezza e accuratezza costruttiva del veicolo è visivamente sottolineata dal largo impiego di parti finemente cromate o satinate che riguardano, oltre ai cerchioni e alle ossature di comandi e aggrappi, anche i parafanghi, gli scarichi, i carter e il gruppo testa-cilindri del motore.
Per le dimensioni del manubrio, per l'aspetto imponente e per il raffreddamento a liquido, posti in fantasiosa correlazione faunistica, la "GT 750" fu popolarmente etichettata dai motociclisti USA come "Water Buffalo". In Inghilterra, invece, venne soprannominata Kettle.

## L'evoluzione

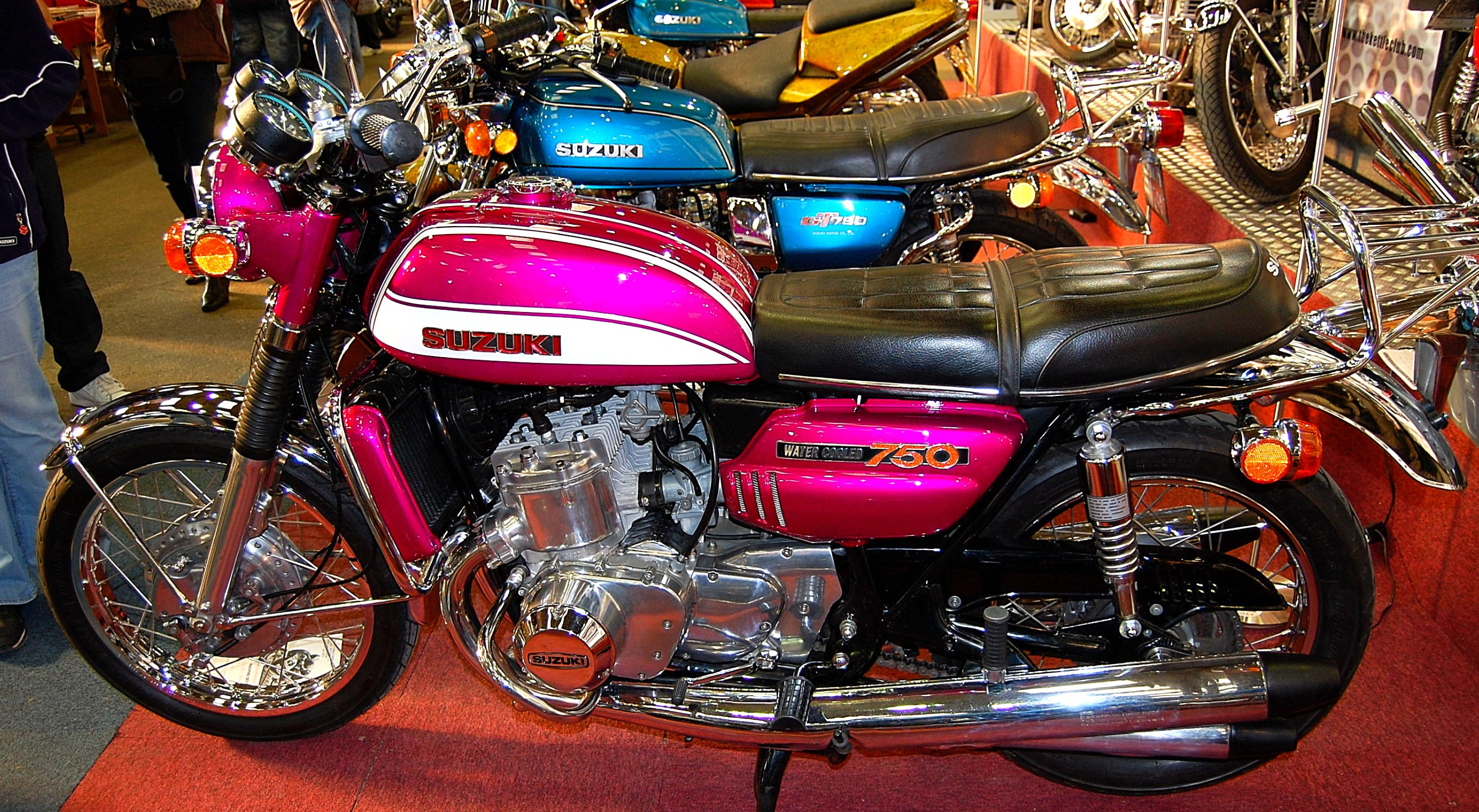
Suzuki GT 750J del 1971

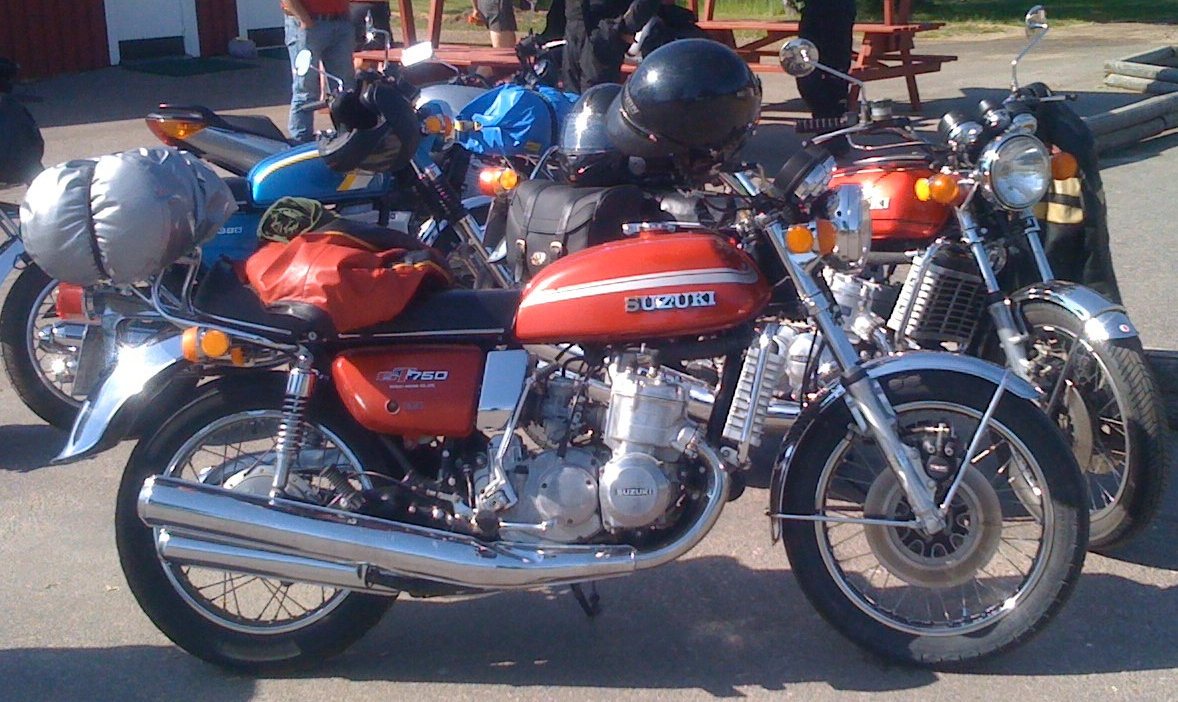
Suzuki GT 750M del 1975

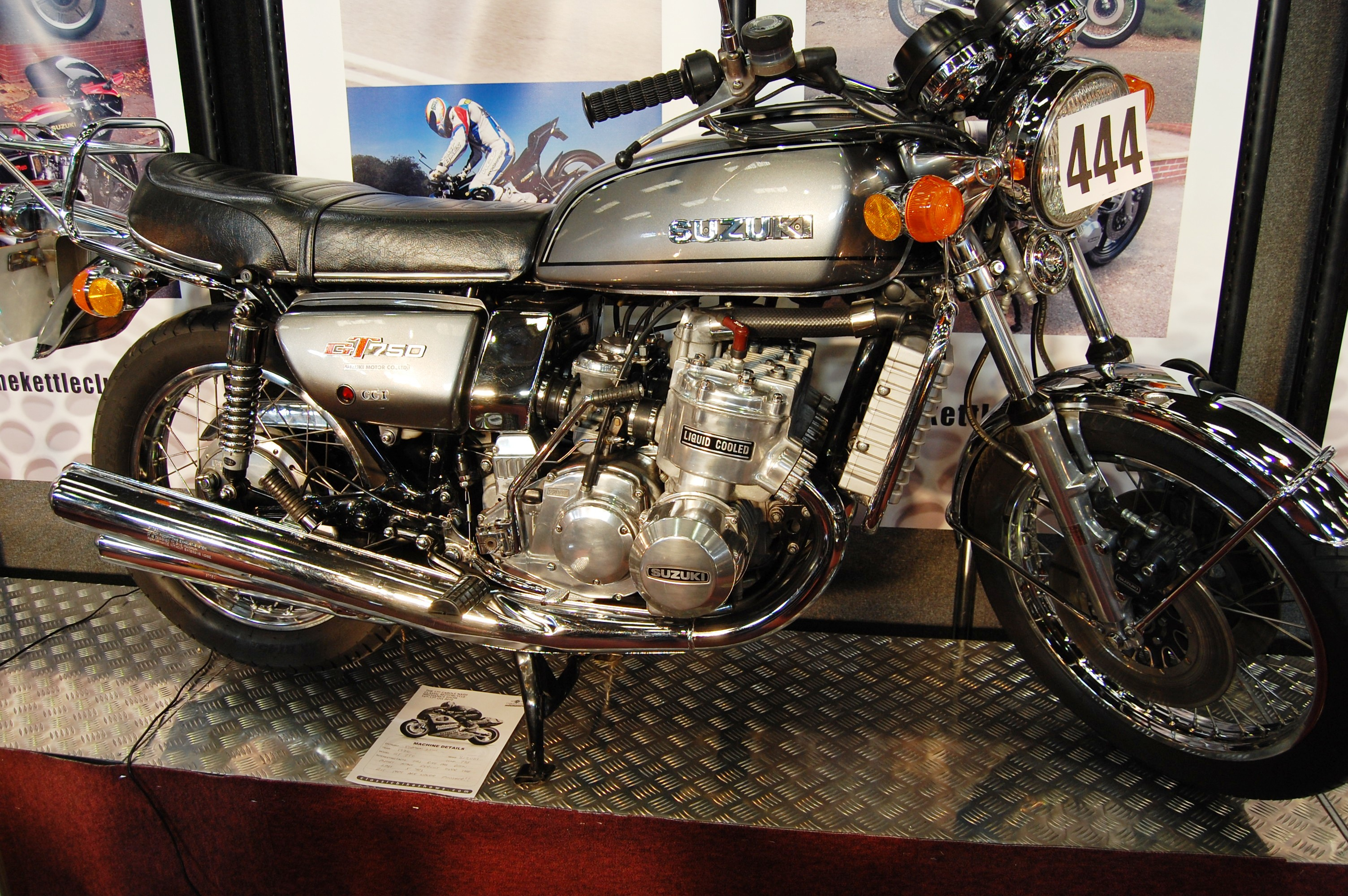
Suzuki GT 750A del 1976

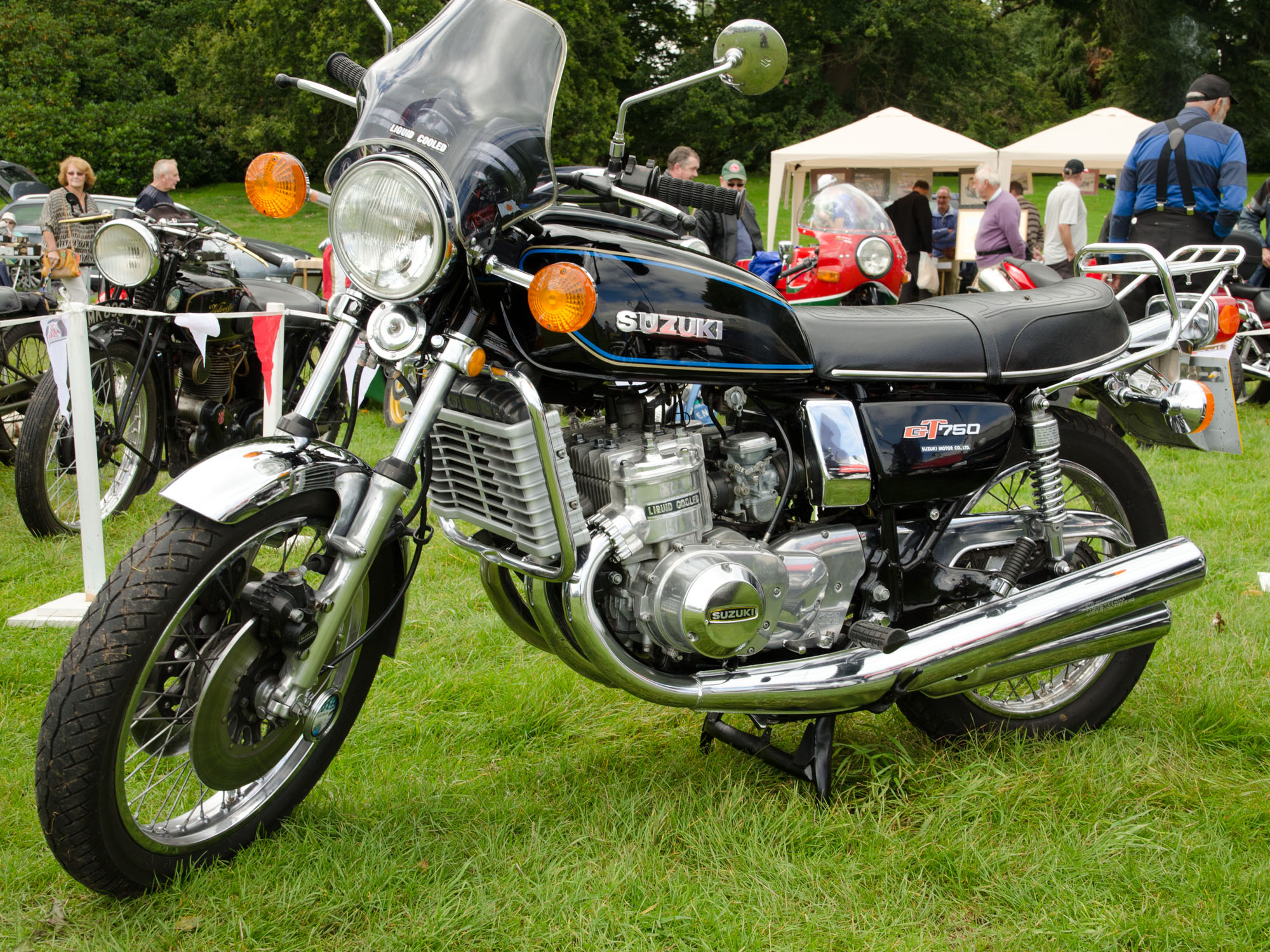
Suzuki GT 750B del 1977

### La "GT 750J" (1971-1973)
Per testare le vendite la Suzuki preferì il mercato interno e quello statunitense; in quest'ultimo il modello venne commercializzato con la denominazione "GT 750 Le Mans". Le consegne in Europa ebbero inizio qualche mese più tardi, nel gennaio 1972, con la prima versione "J", realizzata nelle colorazioni oro, viola o verde acquamarina con fregi bianchi. Si distingue dalle serie successive per il freno a tamburo anteriore. La scelta del freno a tamburo su una macchina tanto innovativa, quando ormai molte concorrenti montavano il modernissimo freno a disco, era dovuta al mantenimento degli standard di comfort prefissati.
All'epoca, infatti, la tecnologia costruttiva dei freni a disco motociclistici, recentemente introdotta, anche se in rapida evoluzione, comportava alcuni problemi quali lo sforzo eccessivo per azionare la leva di comando e possibili fenomeni di bloccaggio della ruota anteriore o di scivolamento del disco in caso di pioggia. La frenata con tamburo anteriore, anche se meno potente, risultava molto più modulabile ed esente da sforzi stancanti per la mano del pilota Tuttavia la scelta, per la sua apparenza antimodernista, non incontrò il favore del pubblico e la Suzuki corse ai ripari fornendo un kit freno anteriore a doppio disco che poteva anche essere montato a richiesta sugli esemplari della serie "J".

### La "GT 750K" (1973-1974)
Con la serie "K" cambiano le grafiche delle colorazioni: viola o blu con fascia bianca. Gli indicatori di direzione vengono spostati in posizione più avanzata e i fianchi del radiatore divengono cromati e non più in tinta con il serbatoio.
La modifica più vistosa è l'adozione di serie del doppio freno a disco anteriore con pinze flottanti, restando però opzionale il freno a tamburo. Le modifiche al propulsore riguardano l'irrobustimento della zona di fissaggio della testa di biella all'albero motore e la sostituzione del tipo di guarnizioni di tenuta del carter-pompa che nella serie "J" determinavano frequenti trafilaggi.

### La "GT 750L" (1974-1975)
Esteticamente si notano subito le colorazioni blu o rosso metallizzato, senza fasce, e l'assenza dei soffietti copristeli della forcella telescopica, ma sono molte le modifiche di ordine tecnico. A cominciare dalla sostituzione dei dischi freno anteriori.
La potenza del motore viene aumentata a 71 CV con lieve incremento della coppia. Il radiatore è racchiuso da una griglia cromata di protezione e privato dell'elettroventola, rivelatasi superflua. L'impianto di scarico perde i terminali neri dei silenziatori e sono pure eliminati i raccordi di compensazione tra i collettori.
Sul quadro strumenti, come per le serie di minor cilindrata "GT 550" e "GT 380", compare l'indicatore digitale del rapporto di marcia inserito.

### La "GT 750M" (1975-1976)
L'unica modifica meccanica riguarda la variazione di alcuni valori ai rapporti del cambio. Per il resto solo una diversa gradazione del blu e del rosso, con l'introduzione della nuova colorazione grigia, sempre metallizzata e il ritorno del fregio bianco sul serbatoio, questa volta a fascia orizzontale.

### La "GT 750A" (1976-1977)
Per la penultima serie la grafica torna simile alla serie "L". I colori disponibili sono l'orange Ontario e il blu Coronato con piccole variazioni nelle filettature, secondo il mercato di destinazione.
La modifica tecnica più rilevante è l'adozione del tappo benzina a scomparsa che viene nascosto da uno sportello in plastica nera, sotto il quale trova riparo anche il tappo per il rabbocco del liquido di raffreddamento.

### La "GT 750B" (1977-1978)
Nessuna novità tecnica per l'ultima versione che viene rivista solo a livello estetico, seguendo gli stilemi che caratterizzavano il resto della produzione Suzuki di quell'anno. Le colorazioni proposte erano il rosso, il nero e il blu per il serbatoio, con i fianchetti e il fanale neri. La maggiore innovazione consisteva nel nuovo parafango anteriore privo di sostegni a raggiera, ancorato ai foderi della forcella telescopica.
La produzione cessò nel 1977, ma il modello rimase in listino anche nel 1978, fino all'esaurimento delle scorte in magazzino.

## Le derivate sportive

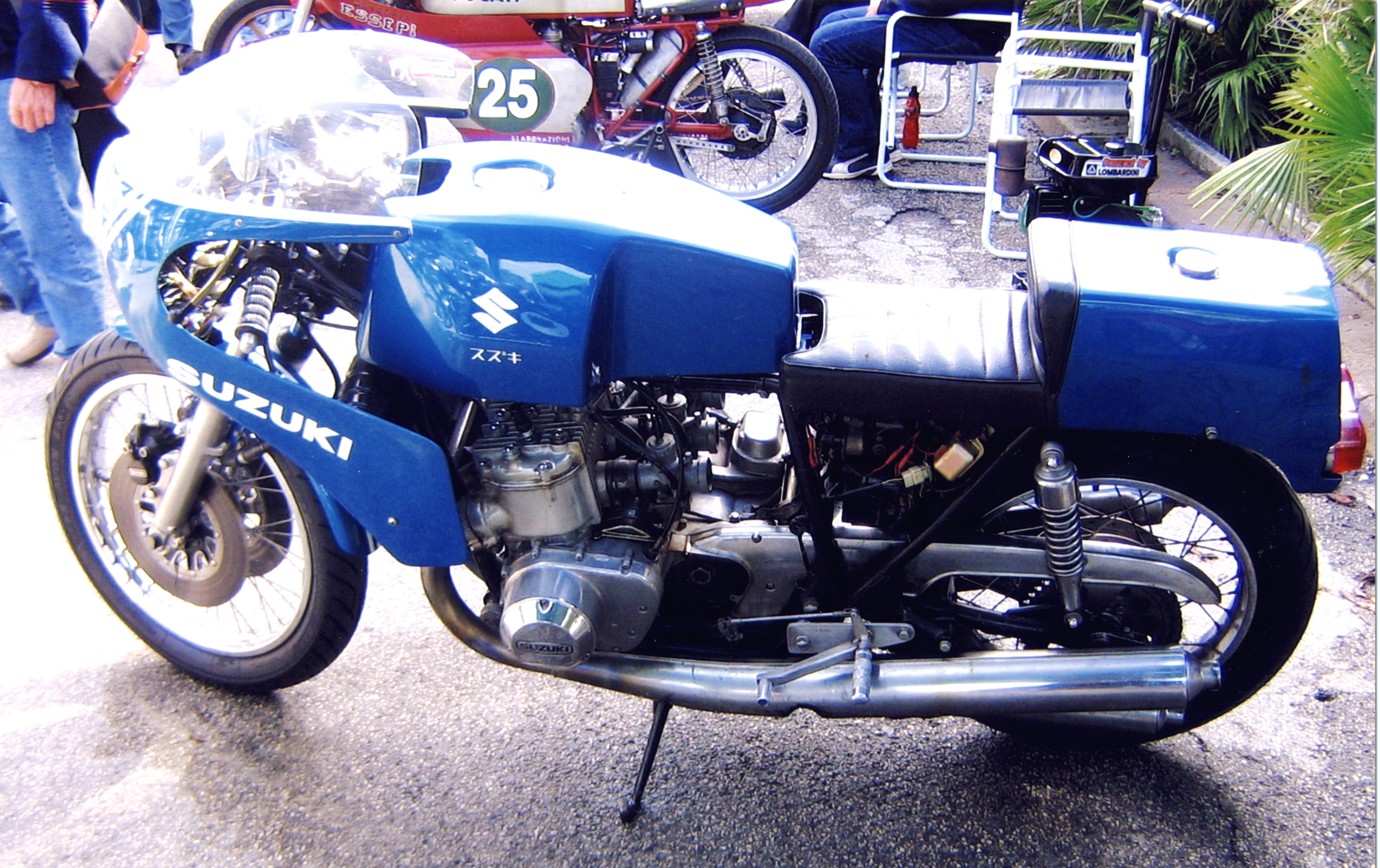
Suzuki-SAIAD 750 Vallelunga del 1973

Allo scopo di partecipare alle gare per derivate di serie negli Stati Uniti e del Trofeo FIM 750, la Suzuki realizzò il modello da competizione "TR 750", derivata dalla "GT 750" e costruita in 14 esemplari dal 1972 al 1974.
Altre due special semi-ufficiali vengono realizzate a partire dal 1973, in tiratura limitata, allo scopo di fornire un veicolo appetibile dalla clientela sportiva. La prima è la Suzuki-SAIAD 750 Vallelunga, progettata e costruita dalla torinese SAIAD, importatrice per l'Italia dei prodotti Suzuki. La seconda è la Suzuki GT 750 Roca, realizzata dall'importatore francese Bonnet con l'assistenza tecnica del pilota-collaudatore Jacques Roca.
Varie altre pregevoli special sono state realizzate artigianalmente, in piccolissima serie o in esemplari unici, per le competizioni o semplicemente come Café racer.